# Beretta M9
Beretta M9 (також відомий як M9) — легкий пістолет під набій 9×19 мм Парабелум, розроблений італійською компанією Beretta. Модель розроблена на базі Beretta 92SB для використання Збройними силами США. Пістолет був взятий на озброєння в 1985 році, та пізніше отримав декілька модифікацій: Beretta 92F та Beretta 92FS.
M9 виграв конкурс в 1980-ті роки, ставши основним пістолетом американських військових. Його попередником на той час вже застарілий Кольт M1911. Головним конкурентом у конкурсі був швейцарсько-німецький SIG-Sauer P226, проте М9 коштував дешевше, тому перемога залишилась за ним.
В 2022 році M9 почали надходити на озброєння ЗСУ.

## Характеристики

### Модифікації
- M9A1 — має кріплення для тактичного ліхтаря та лазерного цільового указника, та інші аксесуари.
- Beretta M9 General Officers Model

## Майбутнє М9 у армії США
У 2014 році командування ВПС США має намір оголосити тендер на поставку нових пістолетів для пілотів, які покликані замінити вже застарілі M9 та SIG-Sauer P228. ВПС США проводити модернізацію пістолетів M9 не мають наміру, так як існуючі сьогодні пістолети по ряду показників перевершують навіть модернізовані версії M9. Патрони калібру 9x19 міліметрів володіють невисоким зупиняючим впливом, тому імовірним наступником може стати зброя калібру .45 ACP. Також M9 незручний тим, що через невдалу конструкцію він швидко забруднюється і часто вимагає чищення.
Інший погляд на майбутнє М9 має Комітет з питань збройних сил Палати представників США. Комітет зажадав від Армії США, яка також планує замінити короткоствольну стрілецьку зброю, не проводити конкурс на постачання нових пістолетів. За оцінкою комітету, модернізація пістолетів M9 з точки зору витрат є найбільш прийнятним варіантом, особливо в умовах скорочення оборонного бюджету. Модернізацію пістолетів M9 вже провів Корпус морської піхоти США.
В січні 2017 року пістолет SIG Sauer P320 став переможцем конкурсу англ. Modular Handgun System, MHS, досл. «модульна пістолетна система», та в наступні 10 років замінить Beretta M9 в арсеналі американської армії.